# Encefalitis del valle del Murray
La encefalitis del valle del río Murray (MVE, por sus siglas en inglés) es una infección vírica transmitida por mosquitos, causada por el MVEV (virus de la encefalitis del valle del Murray), un miembro del género Flavivirus, de la familia Flaviviridae, los primeros casos se produjeron en 1917 y 1918.

## Presentación
La mayoría de las infecciones por MVEV, son asintomáticas, aunque un grupo de los infectados puede llegar a desarrollar una forma leve de la enfermedad con síntomas de fiebre, dolor de cabeza, náuseas y vómito y sólo una pequeña cantidad llega a desarrollar la encefalitis como tal. En efecto, ensayos serológicos que midieron los nivel de anticuerpos anti-MVEV dentro de la población se estima que sólo 1 de cada 800-1000 de todas las infecciones resulta en una encefalitis clínica. El periodo de incubación después de la exposición al virus dura entre 1 y 4 semanas. Después de la infección, la persona tendrá inmunidad de por vida en contra del virus. Cuando un paciente comienza con sintomatología de encefalitis y ha estado presente en áreas endémicas, se puede confirmar el diagnóstico con estudio serológico buscando una elevación en los anticuerpos específicos de MVE. De aquellos que contraen la enfermedad, uno de cada cuatro mueren.

## Clonado
Sus estudios científicos genéticos de la MVE fueron facilitados con la construcción y manipulación de un clon infeccioso cADN del virus. Las mutaciones en la envoltura génica se vincularon con la atenuación de la enfermedad en modelos de infección en ratas.